# Международный день памяти жертв фашизма

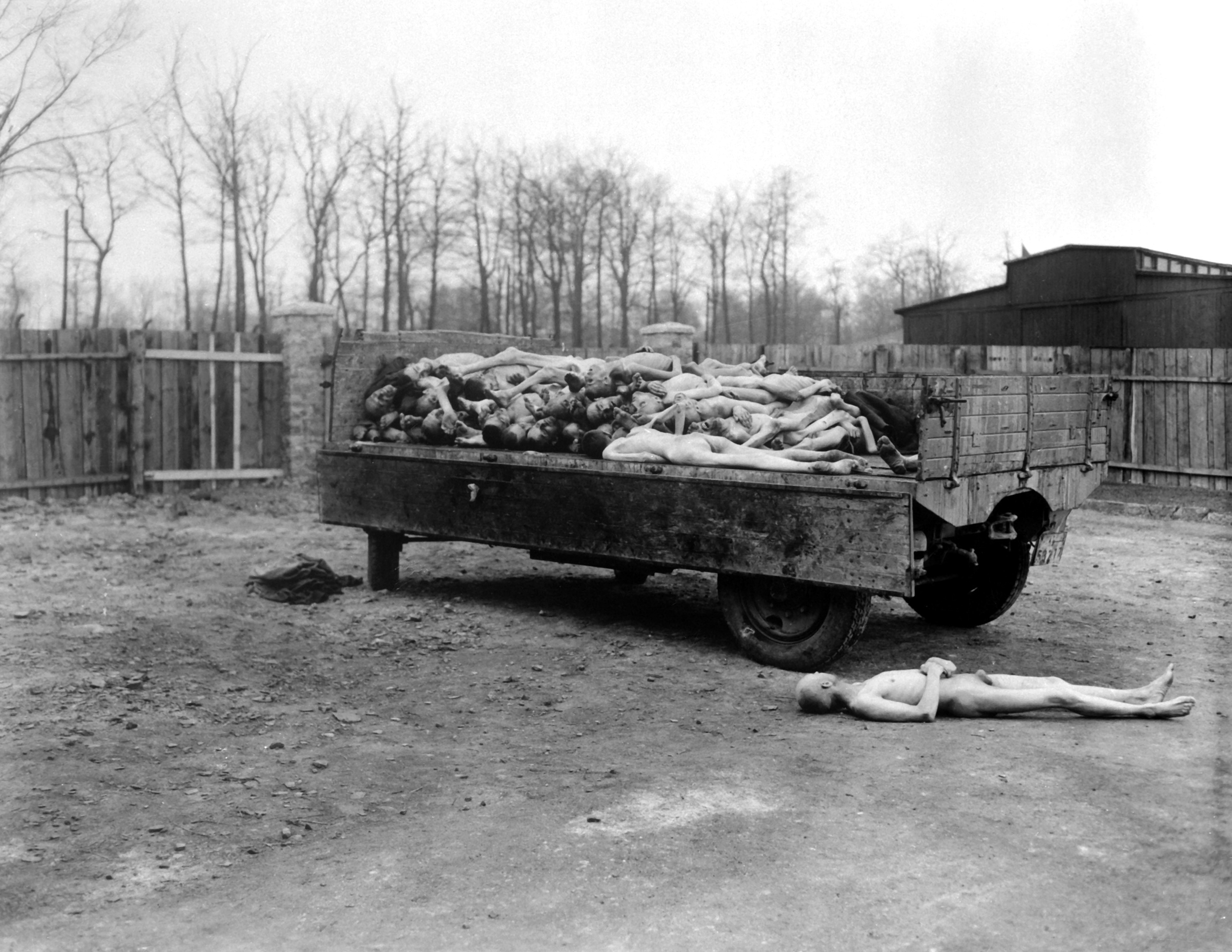
Грузовой автоприцеп с трупами заключённых нацистского концентрационного лагеря «Бухенвальд» в Веймаре (Германия). 14 апреля 1945 года.

«Междунаро́дный день па́мяти жертв фаши́зма» — международная памятная дата, день траура, который отмечается ежегодно с 1962 года во второе воскресенье сентября в память о десятках миллионов жертв фашизма в годы Второй мировой войны (1939—1945).

## История установления и проведения
«Международный день памяти жертв фашизма» был учреждён решением Организации Объединенных Наций (ООН) в 1962 году. Выбор пал на сентябрь, так как на этот месяц приходятся две связанные со Второй мировой войной даты — день её начала (1 сентября 1939 года, день вооружённого вторжения нацистской Германии в Польскую Республику) и день её окончания (2 сентября 1945 года, день капитуляции Японии). Это и стало одним из определяющих факторов установления дня траура на второе воскресенье сентября.
В ходе Второй мировой войны погибло более 55 миллионов человек. Наибольшие жертвы понёс Советский Союз, потерявший в результате военных преступлений немецко-фашистских захватчиков во время Великой Отечественной войны 1941—1945 годов 27 миллионов человек.
Ежегодно во второе воскресенье сентября в России и других странах мира по традиции проводят траурные общественные акции, панихиды и другие мероприятия в память о десятках миллионов людей, погибших в годы Второй мировой войны. В этот день с глубокой скорбью и горечью вспоминают не только солдат, отдавших жизни, защищая Родину, но и мирное население, пострадавшее от нацистов во время войны. Принято посещать памятники, мемориалы, кладбища (во многих странах в этот день принято ухаживать за безымянными, заброшенными могилами), а также проводить приуроченные к этому скорбному дню выставки и экскурсии.